# El Zapote, Candelaria Loxicha
El Zapote är en ort i Mexiko.   Den ligger i kommunen Candelaria Loxicha och delstaten Oaxaca, i den sydöstra delen av landet, 500 km sydost om huvudstaden Mexico City. El Zapote ligger 918 meter över havet och antalet invånare är 150.
Terrängen runt El Zapote är kuperad åt sydost, men åt nordväst är den bergig. Terrängen runt El Zapote sluttar söderut. Runt El Zapote är det ganska tätbefolkat, med 86 invånare per kvadratkilometer. Närmaste större samhälle är San Pedro Pochutla, 19,8 km söder om El Zapote. Omgivningarna runt El Zapote är en mosaik av jordbruksmark och naturlig växtlighet.